# Тубилустриум
Тубилустриум (на латински: Tubilustrium) е стар римски фестивал, празник в Древен Рим на 23 март и 23 май в чест на бог Марс.